# (2912) Lapalma
(2912) Lapalma ist ein Asteroid des Hauptgürtels, der am 18. Februar 1942 von der finnischen Astronomin Liisi Oterma in Turku entdeckt wurde.
Der Name des Asteroiden ist an die kanarische Insel La Palma angelehnt, wo sich viele astronomische Observatorien befinden.